# Tramlijn 1 (Szczecin)
Tramlijn 1 is een tramlijn in de Poolse stad Szczecin op de route Głębokie - Potulicka.

## Geschiedenis
- De tramlijn 1 werd ingesteld en 1905 en had toen de route: Westend – FaSP4enwalderstrasse – Berlinertor – Breitestrasse – Untere Schulzenstrasse – Königstrasse – Splittstrasse - Hansabrücke - Grosse Lastadie - Lastadie.

- In 1909 werd de lijn verlengd via de Altdammerstrasse naar het Altdammerstrasse (Haupt-Güterbahnhof).

- In 1912 ging lijn 1 via de FaSP4enwalderstrasse naar het Neu Westend.

- In 1925 werd de verlenging via de Altdammerstrasse naar het Zentrale II des Grosskraftwerkes Stettin in gebruik genomen.

- In 1926 werd de lijn verlengd via de Zentrale II des Grosskraftwerkes Stettin naar het Grosse Reglitz.

- In 1927 ging lijn 1 via de FaSP4enwalderstrasse naar het Radrennbahn.

- In 1928 werd de verlenging via de Altdammerstrasse naar het Flughafen in gebruik genomen.

- Na de Tweede Wereldoorlog en 1945 tramlijn 1 had toen de route: Brama Portowa - al. Wojska Polskiego - Tor Kolarski.

- In 1947 ging lijn 1 vanaf het Potulicka naar de Tor Kolarski.

- In 1948 tramlijn 1 had toen de route: Potulicka - Potulicka - Narutowicza - 3-go Maja - Brama Portowa - Wojska Polskiego - Zajezdnia Pogodno.

- In 1955 werd de verlenging via de aleja Wojska Polskiego naar het Głębokie in gebruik genomen.

- In 1966 ging lijn 1 vanaf het Stocznia Szczecińska naar de Głębokie.

- In 1996 tramlijn 1 had toen de route: Potulicka - Narutowicza - 3-go Maja - Niepodległości - Plac Żołnierza - Matejki - Piłsudskiego - Plac Szarych Szeregów - Wojska Polskiego - Głębokie.

## Huidige traject
| Lijn | Traject | Lengte       | Reistijd       | Haltes  |
| ---- | --- | ------------ | -------------- | ------- |
|      | (Głębokie) ↔ Zajezdnia Pogodno ↔ Potulicka Wojska Polskiego – Piłsudskiego – Matejki – Plac Żołnierza Polskiego – Niepodległości – 3 Maja – Narutowicza – Potulicka | 7,1 (9,4) km | 29 (34-35) min | 15 (20) |

## Galerij

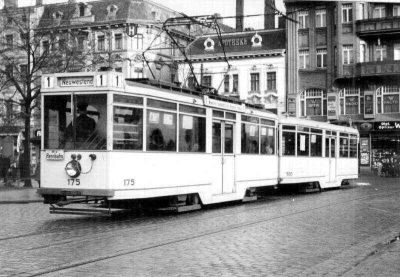
Tramlijn 1 met LHB-tweeassers, 1930-1940
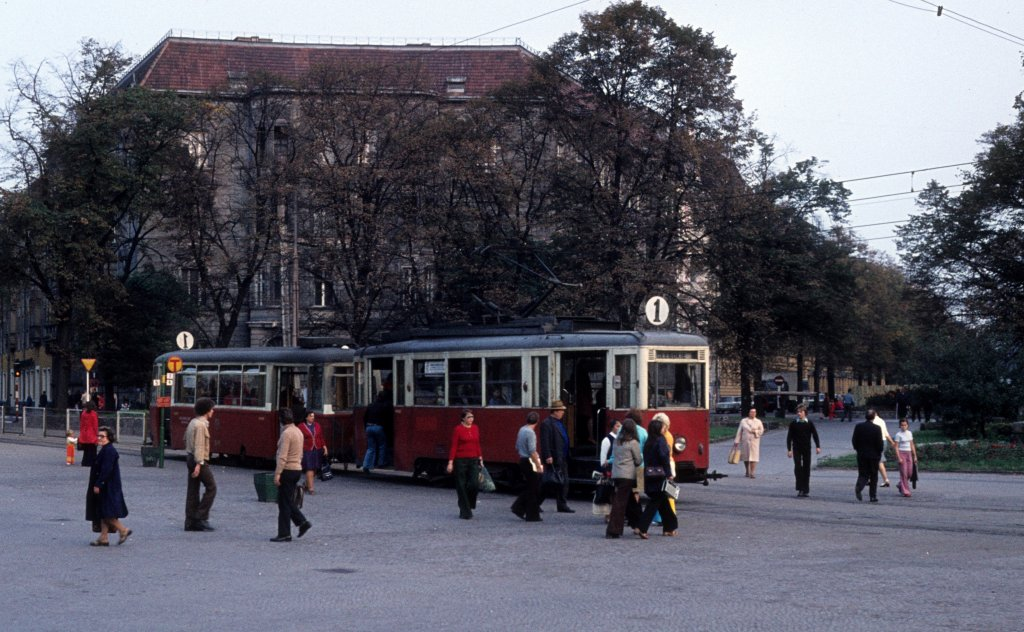
Tram van lijn 1 op de plac Grunwaldzki, 1975.
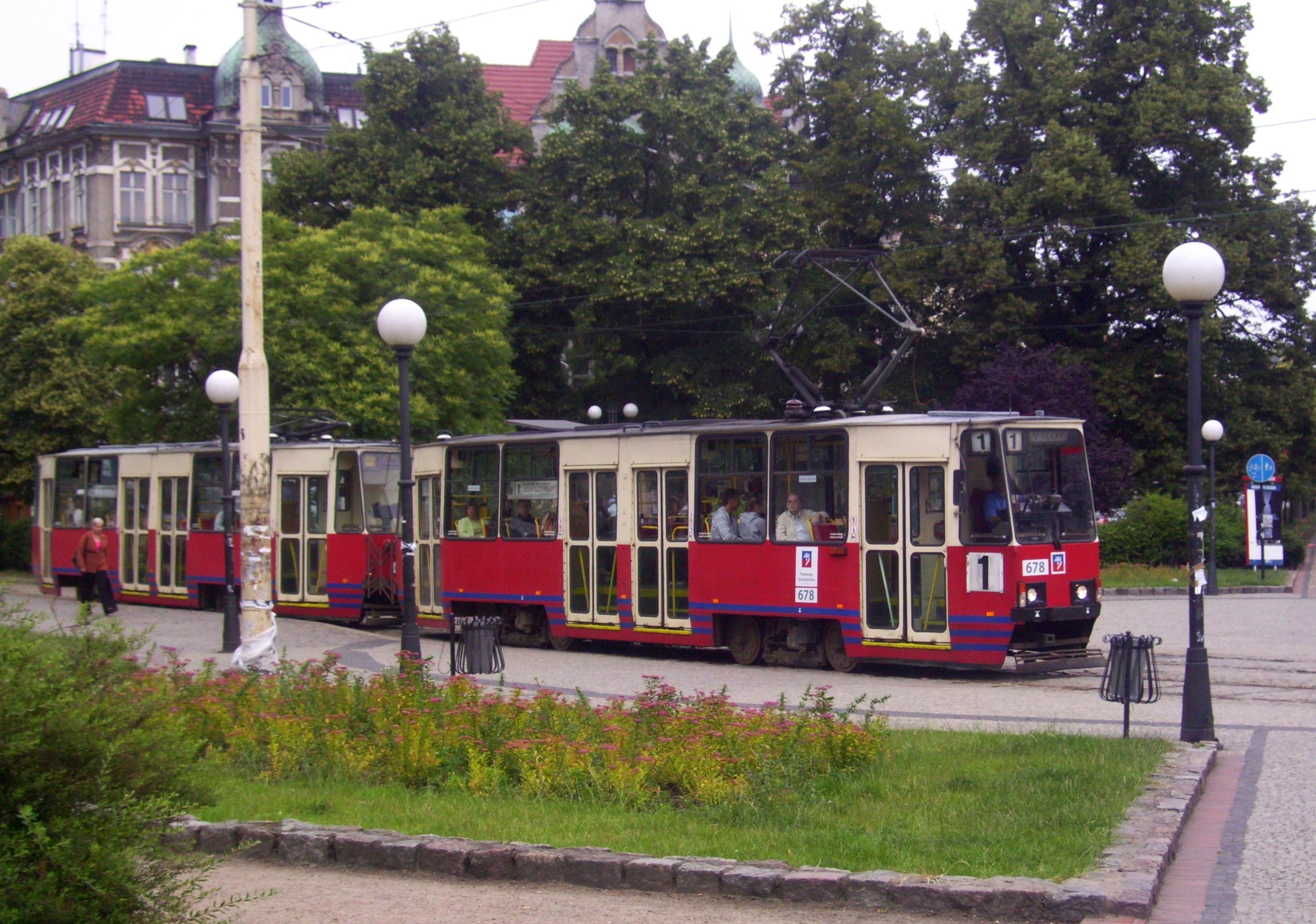
Lijn 1 met wagen 678 op het plac Grunwaldzki, 2008.
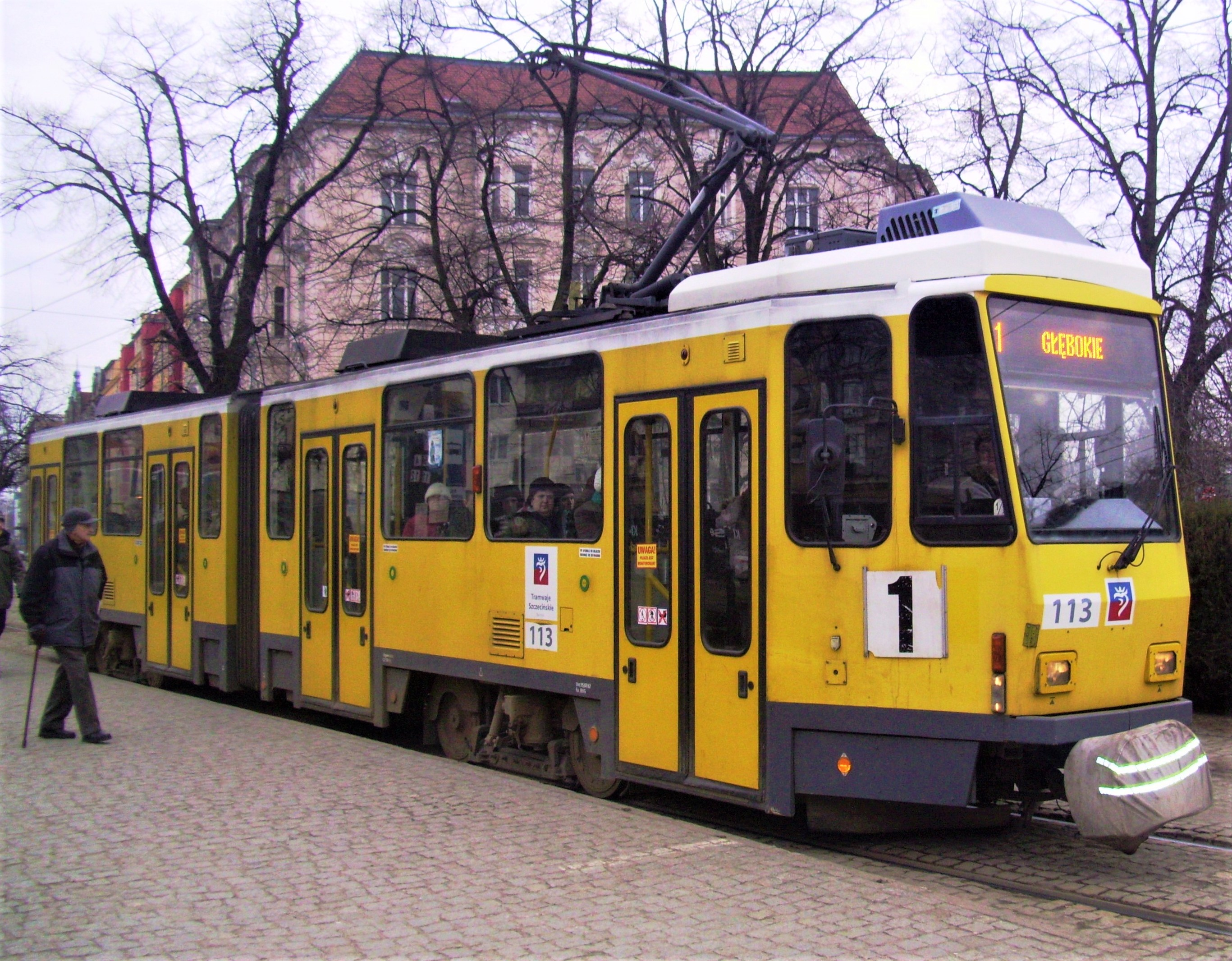
Tramlijn 1 op het plac Grunwaldzki, 2011.
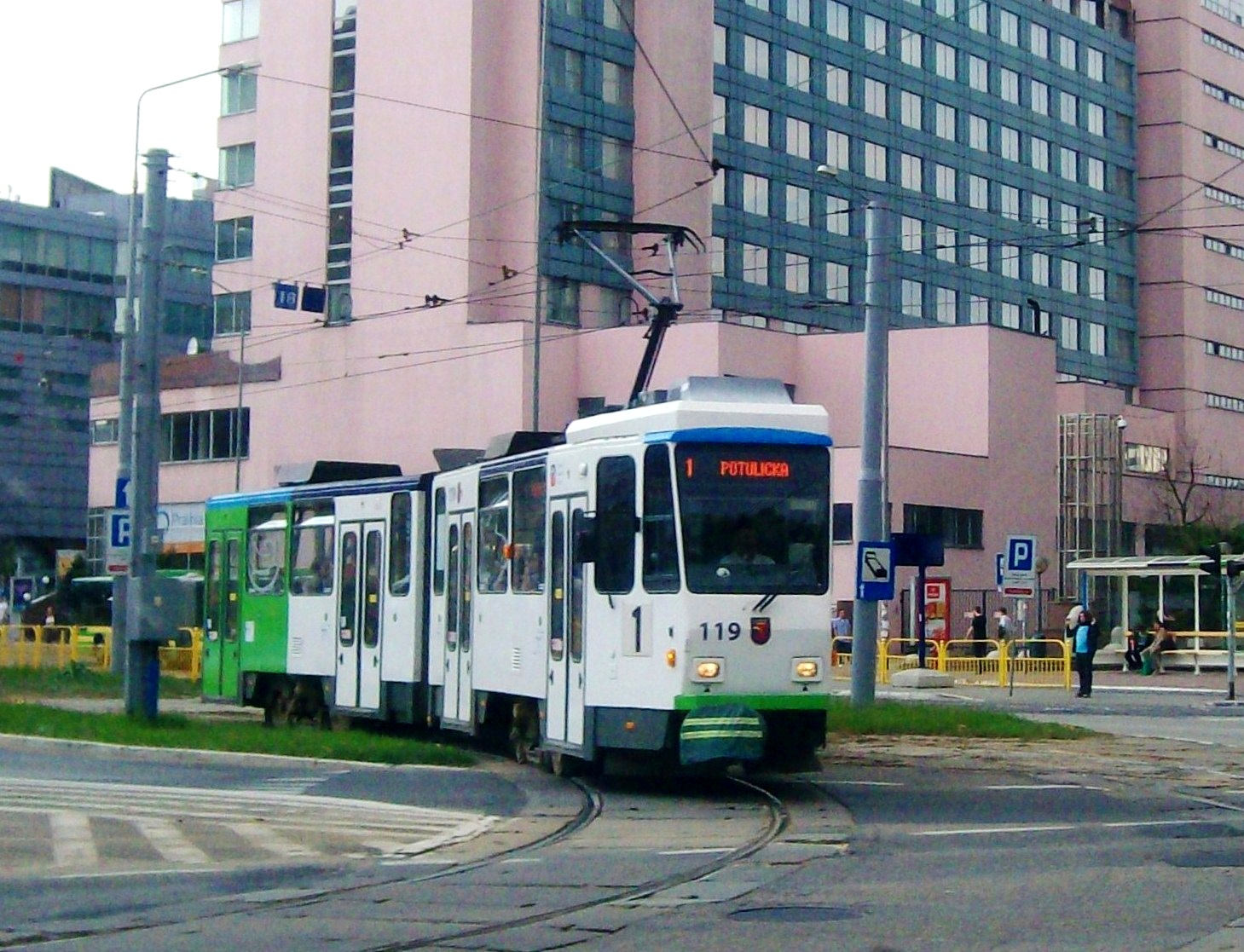
Lijn 1 in de aleja Piłsudskiego, nabij de PAZIM, 2013.
Ontwikkeling van tramlijn 1 in de jaren 1905-2020.